# Can Verdaguer (Sant Gregori)
Can Verdaguer és un monument del municipi de Sant Gregori (Gironès) protegit com a bé cultural d'interès local.

## Descripció
Edifici de planta rectangular desenvolupar en planta baixa, pis i golfes. Inicialment era estructurat en tres crugies interiors, perpendiculars a la façana principal, però ha sofert ampliacions posteriors. Les parets portants són de maçoneria amb carreus a les cantonades i obertures principals. A la façana principal s'obre la porta d'accés en forma d'arc de mig punt i emmarcada per grans dovelles. La coberta és de teula àrab a dues vessants acabada amb un ràfec de doble filera de teula i rajol. El mas s'ha ampliat amb cossos annexes destinats a ús agrícola, i per la banda dreta de l'edifici principal una nova crugia dona cabuda a una galeria porxada superior.

## Història
Existeixen notícies d'aquest mas des del segle xiii, inicialment la família Verdaguer eren pagesos de remença. En un temps determinat, el ciutadà de Girona Bernat Samsó hauria posseït el domini directe del mas Verdaguer, amb els drets dominicals i nominals que li tocaven en virtut de la llei. En la documentació del mas, l'hereu Verdaguer sempre hi figura com a senyor o senyora útil del mas. Hi hagué moltes pubilles. L'hereu del mas més antic conegut és en Ramon Verdaguer, que hi figura en un document del 21 de setembre de 1266. El pergamí més modern és del 13 de setembre de 1636, on hi consta Salvador Verdaguer com a pagès de Sant Gregori.
Sota del mas hi ha la resclosa de Can Verdaguer, d'on neix el canal que passa per "El Molí" i rega les terres. En la documentació del mas consta que al segle xviii ja funcionava i era feta a base de feixines i estaques de fusta que avui encara es poden veure. Entre els anys 1940-1950 la resclosa de Can Verdaguer fou substituïda per una feta d'obra ferma de fàbrica i pedra, actualment enderrocada.